# Pierre-Jean-Georges Cabanis
Pierre-Jean-Georges Cabanis (Cosnac, 5 de junho de 1757 — Meulan, 5 de maio de 1808) foi um fisiologista e filósofo francês. Foi sepultado no Panteão de Paris.

## Vida
Cabanis nasceu em Cosnac (Corrèze), filho de Jean Baptiste Cabanis (1723–1786), advogado e agrônomo. Aos dez anos, frequentou o colégio de Brives, onde demonstrou grande aptidão para o estudo, mas sua independência de espírito era tão grande que quase constantemente se rebelou contra seus professores e foi finalmente expulso. Ele foi levado a Paris por seu pai e deixado para continuar seus estudos por conta própria por dois anos. De 1773 a 1775 ele viajou pela Polônia e Alemanha, e em seu retorno a Paris dedicou-se principalmente à poesia. Nessa época, ele enviou para a Académie Française uma tradução da passagem de Homero proposta para o prêmio e, embora não tenha ganhado, recebeu tanto incentivo de seus amigos que pensou em traduzir toda a Ilíada. 
Por vontade do pai, ele desistiu de escrever e decidiu se dedicar a uma profissão mais estável, escolhendo a medicina. Em 1789, suas Observations sur les hôpitaux (Observações sobre hospitais, 1790) garantiram-lhe uma nomeação como administrador de hospitais em Paris, e em 1795 ele se tornou professor de higiene na faculdade de medicina de Paris, cargo que trocou pela cadeira de jurídico medicina e a história da medicina em 1799.
Em parte por causa de sua saúde debilitada, ele tendia a não exercer a profissão de médico, pois seus interesses estavam nos problemas mais profundos da ciência médica e fisiológica. Durante os últimos dois anos da vida de Honoré Mirabeau, Cabanis esteve intimamente ligado a ele e escreveu os quatro artigos sobre educação pública que foram encontrados entre os documentos de Mirabeau quando de sua morte, e foram editados pelo verdadeiro autor logo depois em 1791. Durante a doença que encerrou sua vida, Mirabeau confiou inteiramente nas habilidades profissionais de Cabanis. Da morte de Mirabeau, Cabanis elaborou uma narrativa detalhada, destinada a justificar o tratamento que deu ao caso. Ele estava entusiasmado com a Revolução Francesa e tornou-se membro do Conselho dos Quinhentos e então do senado conservador, e a dissolução do Diretório foi o resultado de uma moção que ele fez nesse sentido. Sua carreira política foi breve. Foi membro do Conselho dos Quinhentos e depois foi membro do Senado. Hostil à política de Napoleão Bonaparte, ele rejeitou todas as ofertas de um lugar sob seu governo. Ele morreu em Meulan.

## Trabalho
Uma edição completa das obras de Cabanis foi iniciada em 1825 e cinco volumes foram publicados. Sua obra principal, Rapports du physique et du moral de l'homme (Sobre as relações entre os aspectos físicos e morais do homem, 1802), é um esboço de psicologia fisiológica. A psicologia está para Cabanis diretamente ligada à biologia, pois a sensibilidade, o fato fundamental, é o grau mais alto de vida e o mais baixo de inteligência. Todos os processos intelectuais evoluem da sensibilidade, e a própria sensibilidade é uma propriedade do sistema nervoso. A alma não é uma entidade, mas uma faculdade; o pensamento é a função do cérebro. Assim como o estômago e os intestinos recebem o alimento e o digerem, o cérebro recebe as impressões, as digere e tem como secreção orgânica o pensamento.
Paralelamente a esse materialismo, Cabanis sustentava outro princípio. Pertenceu em biologia à escola vitalística de Georg Ernst Stahl, e na obra póstuma, Lettre sur les cause premières (1824), as consequências desta opinião tornaram-se claras. A vida é algo acrescentado ao organismo: além da sensibilidade universalmente difundida, existe uma força viva e produtiva à qual damos o nome de Natureza. É impossível evitar atribuir inteligência e vontade a esse poder. Esse poder vivo constitui o ego, que é verdadeiramente imaterial e imortal. Cabanis não achava que esses resultados estivessem em desacordo com sua teoria anterior.
Seu trabalho foi muito apreciado pelo filósofo Arthur Schopenhauer, que o considerou "excelente".

## Evolução
Cabanis foi um dos primeiros defensores da evolução. Na Enciclopédia de Filosofia afirma-se que ele "acreditava na geração espontânea. As espécies evoluíram por meio de mutações casuais (" mudanças fortuitas ") e mutações planejadas (" tentativas experimentais do homem ") que mudam as estruturas da hereditariedade".
Ele influenciou a obra de Jean-Baptiste Lamarck, que se referiu a Cabanis em sua Philosophie Zoologique. Cabanis era um defensor da herança de características adquiridas, ele também desenvolveu sua própria teoria do instinto.
 

Cabanis fez uma declaração que reconheceu um entendimento básico da seleção natural. O historiador Martin S. Staum escreveu que:
Em uma simples declaração de adaptação e teoria de seleção, Cabanis argumentou que as espécies que escaparam da extinção "tiveram que se dobrar e se conformar sucessivamente a sequências de circunstâncias, das quais aparentemente nasceram, em cada circunstância particular, outras espécies inteiramente novas, mais bem ajustadas a a nova ordem das coisas." 